# Zespół Pieśni i Tańca „Małe Słowianki”

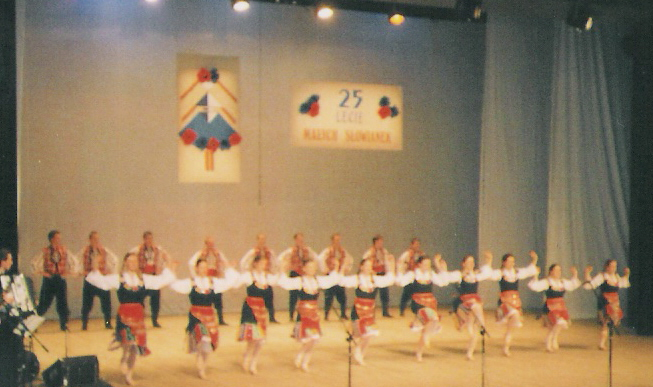

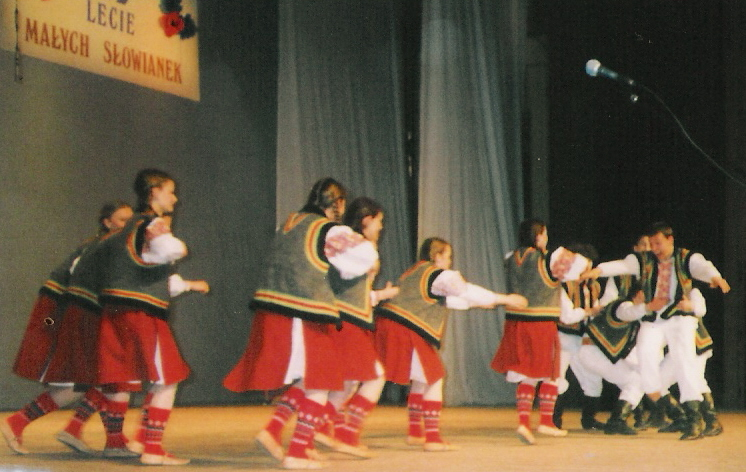

Zespół Pieśni i Tańca „Małe Słowianki” im. dh Władysławy Marii Francuz – zespół folklorystyczny założony w 1975 roku, członek CIOFF. Swoją działalność prowadzi w Centrum Młodzieży im. dr Henryka Jordana w Krakowie. Kierownikiem zespołu w latach 1975-2017 była Władysława Maria Francuz – kawaler Orderu Uśmiechu. Przez pierwsze 15 lat „Małe Słowianki” były harcerskim szczepem – reprezentacyjnym Zespołem Artystycznym ZHP Chorągwi Krakowskiej im. Tadeusza Kościuszki.
Obecnie w zespole śpiewa i tańczy około 300 członków w wieku 6–19 lat. Zespół odbył ponad 2500 koncertów zarówno na scenach krajowych jak i zagranicznych, prezentował taniec i śpiew w 25 krajach Europy, Azji i Ameryki (m.in. we Francji, Macedonii Północnej, Hiszpanii, Włoszech, Rosji, Mołdawii, Jugosławii, Austrii, Turcji, na Litwie, Ukrainie, Słowacji, Martynice, oraz w Czechach).

## Program artystyczny

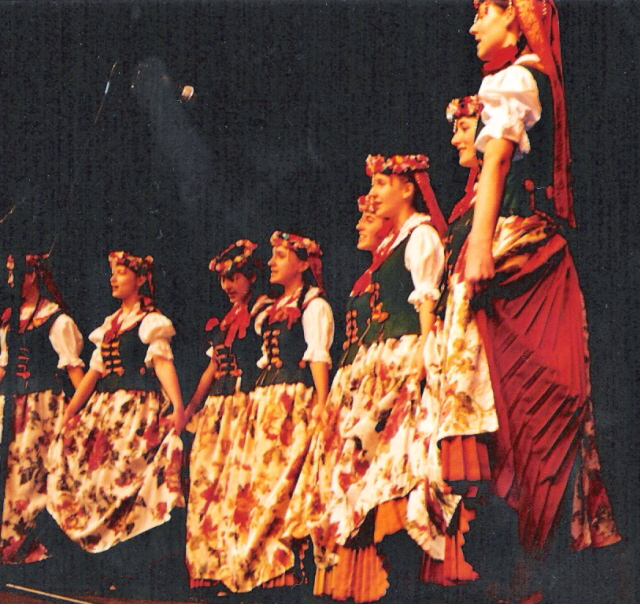

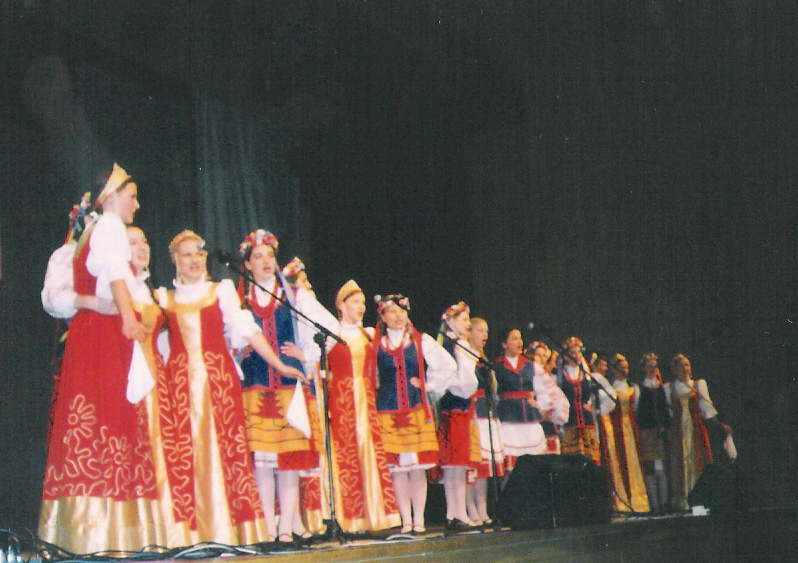

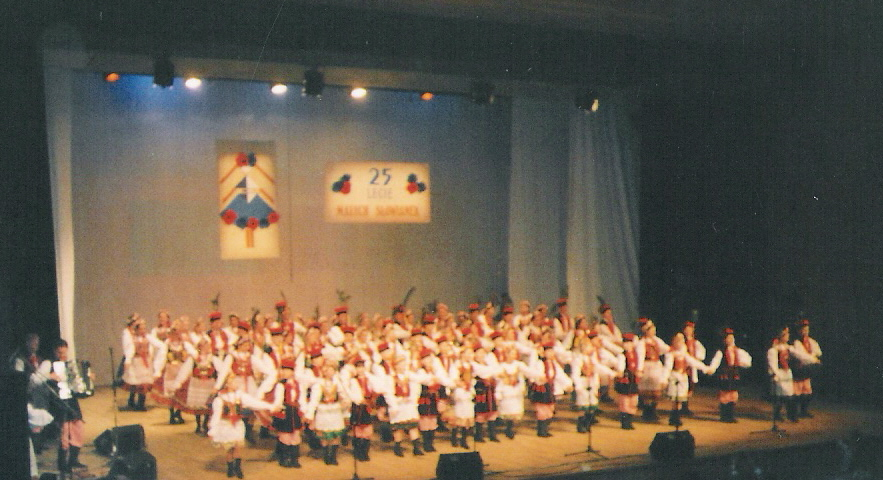

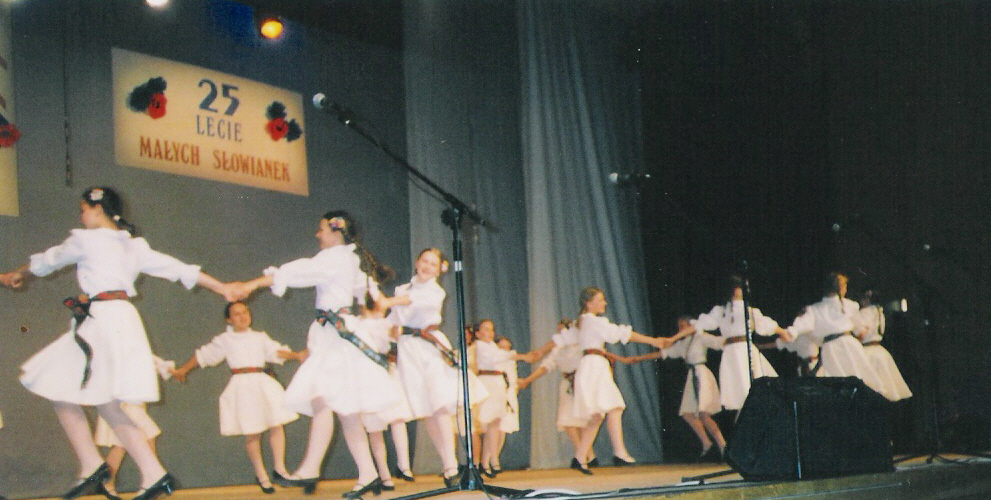

"Małe Słowianki” prezentują polskie tańce narodowe i suity z siedmiu regionów Polski:
- krakowską
- rzeszowską
- lubelską
- śląską
- łowicką
- Beskidu Żywieckiego
- Beskidu Śląskiego

oraz siedmiu narodów słowiańskich:
- Słowacji
- Ukrainy
- Rosji
- Macedonii
- Serbii
- Białorusi
- Bułgarii

## Osiągnięcia zespołu[6]
- Złota Odznaka „Za pracę społeczną dla Miasta Krakowa”
- Krzyż „Za Zasługi dla ZHP”
- Odznaka honorowa „Za zasługi dla oświaty”
- Zespół Pieśni i Tańca uczestniczy w wielu festiwalach, skąd nagrody:
- Srebrna Jodła – IV Festiwal Kultury Młodzieży Szkolnej – Kielce 1977
- Złoty Lajkonik – I Międzynarodowy Festiwal Organizacji Dziecięcych Miast Zaprzyjaźnionych – Kraków 1978
- Złoty Lajkonik – II Międzynarodowe Spotkania Artystyczne – Kraków 1979
- Złota Jodła – VI Festiwal Kultury Młodzieży Szkolnej – Kielce 1979
- Jodła Przyjaźni – VI Festiwal Kultury Młodzieży Szkolnej – Kielce 1979
- Wyróżnienie – Międzynarodowy Festiwal Folklorystyczny – Bretania – Francja 1981
- Wyróżnienie – IV Festiwal Zespołów Dziecięcych – Bratysława – Czechosłowacja 1985
- Dyplom laureata – Międzynarodowy Dziecięcy Festiwal „Radość Europy” – Belgrad – Jugosławia 1987
- I Nagroda – Festiwal Dziecięcych i Młodzieżowych Zespołów Folklorystycznych „Krakowiak 92” – Kraków 1992
- I Nagroda – Festiwal Dziecięcych i Młodzieżowych Zespołów Folklorystycznych „Krakowiak 93” – Kraków 1993
- Wyróżnienie – Festiwal Folklorystyczny Dzieci i Młodzieży „Eurofolklor” – Bańska Bystrzyca – Słowacja 1994
- III miejsce – XXV Jubileuszowy Ogólnopolski Festiwal Piosenki Dziecięcej, Młodzieżowej i Harcerskiej – Siedlce 1996
- I miejsce – Świąteczny Konkurs Kolęd Telewizji Kraków – Kraków 1997
- I miejsce – Konkurs „Piękne kolędy i świąteczne legendy” – Kraków 1997
- I miejsce – Ogólnopolski Festiwal Zespołów Tanecznych – Rydzyna 1997
- Tytuł Laureata – V Ogólnopolski Festiwal Zespołów Tanecznych Dzieci i Młodzieży Szkolnej – Gorzów Wielkopolski 1998
- Dyplom laureata – Festiwal „Balkanfolk” – Wielkie Tyrnowo – Bułgaria 2001
- Nagroda Prezydenta Miasta – Festiwal Folklorystyczny „Lasowiaczek 2004” – Stalowa Wola 2004
- II nagroda – XX Międzywojewódzki Przegląd Dziecięcych Zespołów „Taneczny krąg” – Przemyśl 2006